# Gniebsdorf
Gniebsdorf ist ein Ortsteil der Stadt Bürgel im Saale-Holzland-Kreis in Thüringen.

## Geografie
Gniebsdorf und Thalbürgel stellen wohl bildlich eine Einheit dar, werden aber gesondert aufgeführt und sind mit der Stadt Bürgel zusammengewachsen. Auf der Bundesstraße 7 von Jena kommend  erreicht man zuerst den Abzweig Gniebsdorf, dann folgt Thalbürgel-Kloster. Im folgenden Tal verläuft die Landesstraße 2316 und die alte Handelsstraße aus Richtung Beulbar, Gerega und Ilmsdorf.

## Geschichte
Gniebsdorf wurde urkundlich 1405 erstmals genannt. Wenn man von der Bundesstraße 7 in den Ort kommt, findet man Reste der Ortsbefestigung, die sich auf der mit Bäumen bestandenen Wiese gut erhalten hat. Im angrenzenden Garten ist der Wall schon verschliffen. Im Norden bildet der Hang einen natürlichen Schutz. Im Süden und Osten ist er durch Straßenbau und andere Überbauung verschwunden. Danach folgen schon die Klosterkirche und andere Gebäude des Klosters Bürgel. Gniebsdorf ist spät erstmals urkundlich erwähnt worden. In jüngerer Zeit wurden einige neue Häuser gebaut; selbstständige Unternehmer und Unternehmen haben sich niedergelassen.
Gniebsdorf gehörte zum Besitz des Klosters Bürgel und kam nach dessen Auflösung im Zuge der Reformation im Jahr 1526 zum ernestinischen Amt Bürgel. Dieses gehörte aufgrund mehrerer Teilungen zu verschiedenen Ernestinischen Herzogtümern. Ab 1815 war der Ort Teil des Großherzogtums Sachsen-Weimar-Eisenach, welches ihn 1850 dem Verwaltungsbezirk Weimar II (Verwaltungsbezirk Apolda) angliederte. 1920 kam Gniebsdorf zum Land Thüringen.